# 泉福寺 (桶川市)

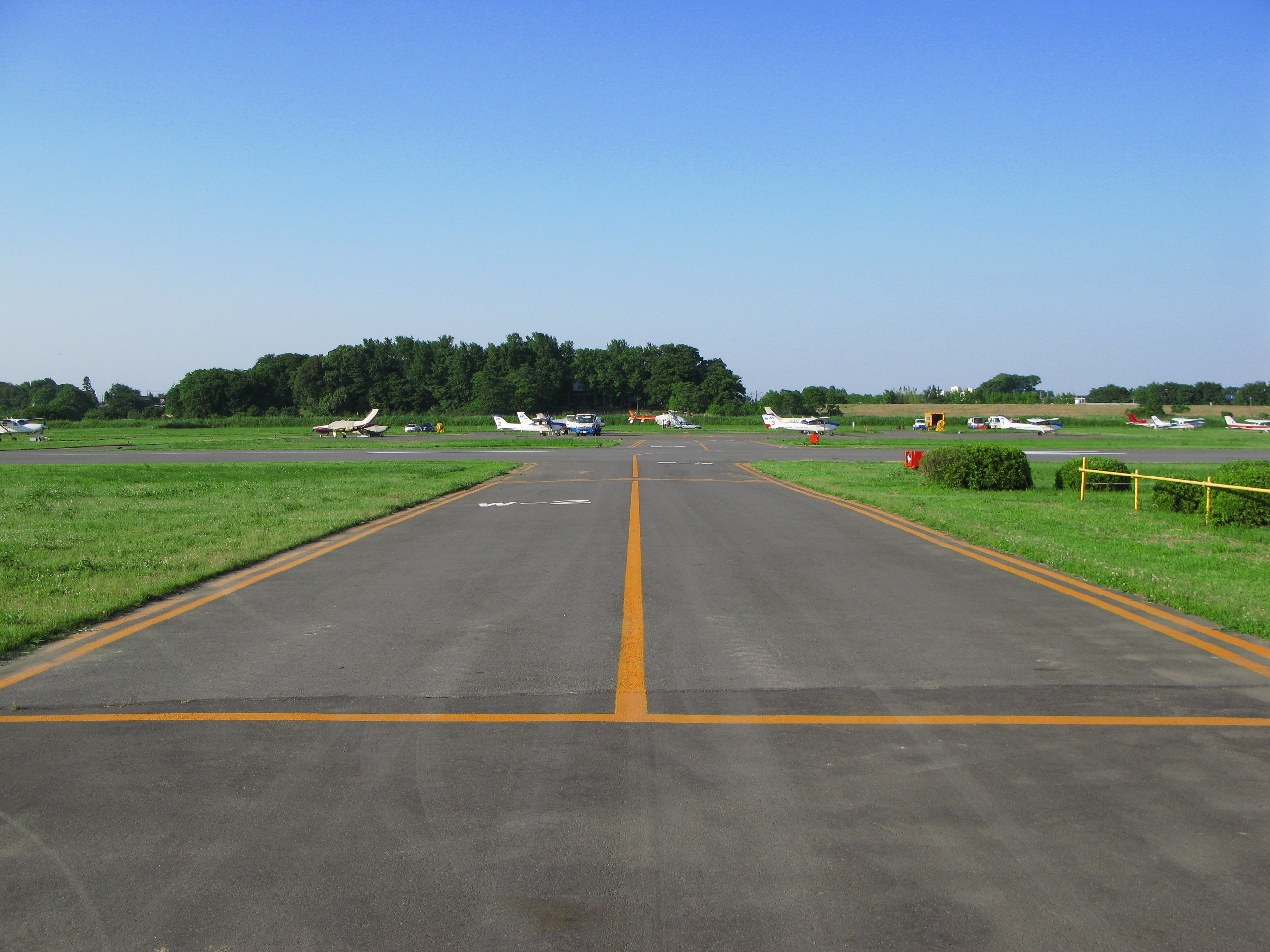
ホンダエアポートより泉福寺の境内林（奥）を望む。

泉福寺（せんぷくじ）は、埼玉県桶川市にある天台宗の寺院である。山号は東叡山。院号は勅願院。房号は円頓房。本尊は阿弥陀如来および地蔵菩薩。

## 歴史
829年（天長6年）円仁を開山として創建されたと伝えられる。古くから天台宗の中心的な寺院のひとつであった。1560年（永禄3年）兵火により焼失し、1647年（正保4年）に復興された。江戸時代には幕府から朱印状が与えられていた。

## 文化財
重要文化財（国指定）
- 木造阿弥陀如来坐像 - 鎌倉時代、1262年の造像[2]。元は阿弥陀堂に安置されていたが、現在は文化財保護の観点から耐火収蔵庫内に保管されている。

## 交通アクセス
べにばなGO「西16」下車より徒歩5分